# 曼达拉普·苏巴拉尤杜
曼达拉普·苏巴拉尤杜（1964年7月1日—），印度外交官，曾任印度駐納米比亞高級專員、印度駐祕魯兼駐玻利維亞大使、印度駐珀斯總領事等職務。

## 经历
曼达拉普·苏巴拉尤杜生于1964年7月1日。
2017年12月21日，被任命爲印度駐祕魯大使。2018年2月至2023年3月，任印度駐祕魯兼駐玻利維亞大使。